# 丽贝卡·麦高恩
丽贝卡·麦高恩（英語：Rebecca McGowan，2000年5月27日—），英国女子跆拳道运动员，2022年世界跆拳道锦标赛女子73公斤级铜牌得主、2023年世界跆拳道锦标赛女子73公斤级银牌得主。